# Daniel William Wood
Daniel William Wood (* 14. května 1969 Boston) je americký zpěvák, skladatel, producent a příležitostný herec. Je členem americké chlapecké skupiny New Kids on the Block v niž je jedním z klíčových choreografů. Je velkým fanouškem fotbalu. Je rozvedený, jeho manželkou byla Patricie Alfaro. Má tři děti, Daniela (* 1992), Chance (* 1998) a Vega (* 1999).

## Sólová alba
- D-Fuse: Room Full of Smoke (1999)
- Second Face (2003)
- O.F.D: Originally from Dorchester (2003)
- Coming Home (2008)
- Stronger: Remember Betty (2009)
- Look at Me (2016)